# Time and Tide - Controcorrente
Time and Tide - Controcorrente (顺流逆流S, Seon lau jik lauP) è un film del 2000 scritto e diretto da Tsui Hark.

## Trama
Il giovane Tyler Yim, dopo una notte particolarmente movimentata, finisce per passare la notte con Ah Jo, una poliziotta lesbica che aveva appena litigato con la compagna; la ragazza rimane incinta e desidera tenere il bambino, così Tyler trova lavoro come guardia del corpo per cercare di sostenere economicamente Ah Jo, sebbene quest'ultima cerchi di tagliare in ogni modo i ponti con il ragazzo. Le vicende dei due si intersecano con quelle di Jack Chow, macellaio con alle spalle un passato da sicario, e di sua moglie Ah Hui, anch'ella incinta.

## Distribuzione
Ad Hong Kong la pellicola è stata distribuita dalla Columbia TriStar a partire dal 19 ottobre 2000, mentre in Italia direct-to-video dal 25 luglio 2001.

### Edizione italiana
L'edizione italiana di Time and Tide - Controcorrente è stata curata dalla CDC Sefit Group, con la direzione del doppiaggio di Manlio De Angelis.